# Néstor Errea
Néstor Martín Errea (Buenos Aires, 27 de abril de 1939 — Lárissa, 3 de junho de
2005)  foi um futebolista argentino, que atuava como goleiro. Errea teve uma vasta carreira futebolística, jogando por diversos clubes na Argentina e na Grécia. Ele desenvolveu um estilo próprio de jogar, não tinha a espetacularidade de arqueiros voadores plantados na linha de gol. Flaco Errea contribuiu para uma grande renovação no papel do goleiro, especialmente fora da pequena área (considerado um habitat natural dos goleiros à época), seu estilo caracterizava-se por incursões em frente aos atacantes e por usar os pés para jogar. Néstor Errea foi considerado por muitos o criador deste estilo renovador de jogar dos arqueiros, um dos mais talentosos goleiros que surgiram no futebol argentino, tinha classe e grande técnica na defesa do gol, mas sua carreira foi muito prejudicada por seu temperamento. 

## Carreira

### Sacachispas
Néstor Errea iniciou sua carreira no futebol no modesto clube do bairro de Villa Soldati, na cidade de Buenos Aires, Sacachispas. Em 1957, aos 18 anos, jogou um curto período pelas categorias de base do clube e logo foi promovido ao elenco da equipe principal que naquele ano jogava o campeonato de Segunda Divisão da AFA. Apesar da pouco idade, suas boas atuações chamaram a atenção de um clube da elite do futebol argentino, o Atlanta.

### Atlanta
Em fevereiro de 1958, o jovem goleiro deixou Villa Soldati e mudou-se para Villa Crespo, bairro onde fica a sede do Atlanta. Errea trocou a lama dos sábados para logo jogar no glamour da Primeira Divisão aos domingos. Durante seu primeiro ano no clube, foi reserva de Ángel Rocha, histórico goleiro do Bohemio e dono absoluto do gol de seu novo time (já era titular há vários anos do Atlanta). Sua estreia ocorreu em 28 de junho de 1959, quando teve que substituir Ángel Rocha, que deixou o campo por lesão, era a 10ª rodada do Campeonato Argentino de 1959, o Atlanta empatou em 2-2 com o Huracán como visitante.
Sua primeira partida como titular do Atlanta ocorreu pela 12ª rodada em 17 de julho de 1959 em um empate como visitante por 0-0 contra o Rosário Central. Desde esta partida até o final do torneio (com exceção de dois jogos), Errea foi o goleiro titular do clube auriazul, que terminou o Campeonato Argentino de 1959 em 6º lugar, de 16 participantes. Flaco Errea encerrou a temporada com 18 presenças em campo.
Em 1960, Errea se tornou o titular incontestável da equipe de Villa Crespo, disputando 28 das 30 partidas que o Atlanta disputou no Campeonato Argentino de 1960 (as duas partidas que não jogou foram as últimas de Ángel Rocha como goleiro de Atlanta). Naquele ano o clube auriazul obteve seu único título oficial na Primeira Divisão ao vencer a final da "Copa Suecia" por 3-1 sobre o Racing em 29 de Abril de 1960. Nesta final o Atlanta era dirigido por Manuel Giúdice, mas logo Osvaldo Zubeldía que era seu companheiro de equipe até alguns meses antes, assumiu o comando técnico do clube.
Com Osvaldo Zubeldía estabelecido como técnico do clube e Errea chamando a atenção dos grandes clubes argentinos por suas boas atuações, o Atlanta voltou a realizar uma excelente campanha: terminou em 4º lugar o Campeonato Argentino de 1961. Ao no final de 1961, o presidente León Kolbowski vendeu para os clubes mais importantes do país quatro de seus jogadores principais jogadores: o goleiro Errea e o ponta Alberto Mario González jogariam em 1962 pelo Boca Juniors, enquanto os atacantes Luis Artime e Mario Griguol jogariam para o River Plate.
Em quase três temporadas que jogou efetivamente pelo Atlanta, Néstor Errea disputou 66 jogos e patenteou um estilo próprio de jogar, indo além dos limites impostos por seu ídolo, o goleiro Amadeo Carrizo, deslocando de encontro aos atacantes fora dos limites da pequena área e jogando com os pés como se fosse um dos outro dez jogadores de linha. Para muitos seu protagonismo em Villa Crespo foi sua melhor versão no futebol.

### Boca Juniors
Néstor Errea foi contratado pelo famoso presidente do Boca Juniors, Alberto J. Armando, para competir pela titularidade com Antonio Roma, que havia chegado ao clube em 1960 e não dava garantias plenas na defesa do gol xeneize. Eram estilos completamente opostos: Roma era puro reflexos, defesas baseadas na potência de suas pernas e um grande porte físico; enquanto Errea não intimidava fisicamente ninguém, não gostava voar e tentava diminuir os ângulos ao máximo possível, às vezes arriscando a beira da insanidade em suas incursões contra os atacantes. Ao longo dos anos que compartilharam o gol do Boca, a disputa foi claramente vencida por Antonio Roma, que jogou 91 vezes, enquanto Errea jogou apenas 19 partidas locais. Neste período (1962-1965) o Boca Juniors venceu 3 dos 4 torneios locais disputados. A reserva de Roma foi uma enorme frustração na carreira de Flaco.
O título do Campeonato Argentino de 1962 foi o único dos três conquistados em sua época em La Bombonera que Errea participou efetivamente. Depois de começar como reserva de Antonio Roma, nas 5 primeiras rodadas, ao final do período pós-mundial e com um deprimido Tano, o técnico José D´Amico confiou em Flaco como titular quando o campeonato recomeçou em 17 de junho de 1962. Em 10 jogos de Errea, a partir daquela data, como titular, o Boca ficou 5 jogos sem sofrer gols. O clube xeneize venceu 6, empatou 3 e perdeu apenas o clássico para o  River Plate (como visitante), partida em que Errea não foi nada bem. Com Néstor Errea no gol, o Boca Juniors conquistou 15 pontos de 20 possíveis. Mas isso não foi suficiente para o técnico, que na 17ª rodada reconduziu Roma ao posto de titular para jogar um clássico contra Independiente de que terminaria empatado sem gols. Antonio Roma voltou em grande nível, foi o herói na inesquecível vitória por 1-0 contra o River na penúltima rodada em confronto direto pelo título na La Bombonera. Os rivais chegaram empatados com 39 pontos para esta partida, Roma defendeu um pênalti cobrado pelo brasileiro Delém faltando 10 minutos para o fim do jogo, garantido a vitória do clube azul y oro com gol marcado de pênalti pelo também brasileiro Paulo Valentim aos 14 minutos do primeiros tempo.  
Outro grande momento de Errea no Boca Juniors foi durante a campanha do vice-campeonato da Copa Libertadores da América de 1963. Flaco estreou apenas na quarta de última partida do time na primeira fase, uma vitória por 3-2 sobre a Universidad de Chile em 31 de julho de 1963 em Santiago. Na primeira participação do Boca na competição, a equipe ainda liderada por José D´Amico venceu Peñarol nas semifinais, o clube uruguaio ainda contava com vários campeões do torneio em 1960 e 1961. O time argentino venceu com grandes atuações de Errea em Montevidéu e Buenos Aires, com vitórias xeneizes por 2-1 (7 de agosto de 1963) e 1-0 (15 de agosto de 1963), respectivamente. Néstor Errea foi titular nas duas partidas finais frente ao Santos de Pelé, mas pouco pode fazer contra os atuais campeões do torneio.
No Campeonato Argentino de 1963, Néstor Errea atuou apenas 7 partidas, enquanto Roma jogou 17 vezes. O Boca Juniors terminou em 4º lugar ao fim do torneio.  Nos dois anos seguintes Errea atuou apenas 2 vezes durante o Campeonato Argentino de 1965, do qual o Boca Juniors foi campeão, assim como em 1964. No final de 65, Antonio Roma sofreu uma grande lesão em uma colisão com Carlos Pachamé do Estudiantes, Adolfo Pedernaera e Néstor Rossi (técnicos do Boca), em vez de confiarem em Errea, promoveram ao posto de titular Osvaldo Mario Pérez, um jovem goleiro (Pérez atuou 8 partidas no Campeonato de 1965 durante a ausência de Roma). Essa decisão somada à decisão da diretoria em contratar Carlos Minoian (excelente goleiro do GELP) para o campeonato seguinte, convenceu Flaco de que seu tempo no clube ribeira havia terminado e pediu para sair. 

### Colón
Com quase 27 anos, Errea transferiu-se para o Colón por empréstimo, clube rojinegro de Santa Fé que havia ganhado a Primera B em 1965 e preparava-se para sua estreia na elite em 1966. O goleiro atuou em 31 partidas das 38 rodadas do campeonato nacional em 1966. Iniciou o ano de 1967 atuando pelo Colón, mais logo recebeu uma proposta para atuar pelos atuais campeões da Copa Libertadores da América, o Peñarol. Sua última partida pelo clube  santafesino foi em 28 de maio de 1967, um empate em 2-2 em Villa Crespo contra seu ex-clube, o Atlanta. Ao todo foram 43 partidas jogos pelo Colón (destacando a atuação no primeiro clássico de Santa Fé na elite do futebol argentino, um 0-0 contra o Unión em 30 de abril de 1967).

### Peñarol
Com uma importante lesão de Ladislao Mazurkiewicz, goleiro titular do clube e da Celeste, o Peñarol procurava urgentemente, em meados de 1967, por um substituto para a defesa do título continental conquistado em 1966. Em maio de 1967, contratou Néstor Errea, após o goleiro vencer o clube carbonero com o Colón naquele mesmo ano. No entanto a participação aurinegra na Copa Libertadores da América de 1967 foi frustante para o goleiro argentino, apesar de entrar direto nas semifinais o Peñarol não logrou sucesso em manter a coroa sulamericana e foi eliminado justamente pelo seu principal rival, o Nacional em um triangular, que também contava com o Cruzeiro. Errea jogou as quatro partidas durante aquelas semifinais em que teve como seu carrasco o brasileiro Célio Taveira Filho, que marcou três gols nos dois duelos entre os clubes de Montevidéu (o gol da vitória do Nacional por 1-0 em 11 de junho - estreia do Peñarol no torneio; e dois gols no empate por 2-2 em 16 de julho - com gol de empate no último minuto, evitando um triangular desempate e eliminando o Peñarol e Cruzeiro).
Errea ainda revezou-se com Mazurkiewicz na vitoriosa campanha aurinegra no Campeonato Uruguaio de 1967, quando o Peñarol foi campeão de modo invicto (15 vitórias e 3 empates em 18 jogos). Suas atuações no clube carbonero, como desde o início de sua carreira foram caracterizadas por altos e baixos, alegrias e tristezas, uma verdadeira montanha-russa. 

### Boca Juniors
Sua segunda passagem no Boca Juniors foi muito curta, durando apenas o primeiro semestre do ano de 1968. E semelhante ao seu primeiro ciclo no clube xeneize pouco atuou, foram apenas 3 partidas jogadas durante o Metropolitano de 1968. Começou titular nas três primeiras rodadas do Metropolitano, mas duas derrotas o tiraram de vez.  

### Vasco da Gama
No segundo semestre de 1968 Errea teve uma breve passagem sob empréstimo ao Vasco da Gama em 1968. Mas tampouco no clube da Colina seu estilo de jogo foi tolerado, em passagem rápida e obscura não teve quase nenhum minuto em campo pelo clube cruzmaltino que tinha preferência por Pedro Paulo na defesa do gol. 

### Estudiantes
Em 1969 o Estudiantes era comandado por Osvaldo Zubeldía, que levara o clube de La Plata a conquista da Copa Libertadores da América e Copa Intercontinental no ano anterior. Osvaldo Zubeldía gostava de goleiros que não ficassem parados na linha do gol e funcionassem como líberos se necessários. O treinador não hesitou em levar Néstor Errea ao clube platense, uma vez que o goleiro do Boca Juniors desempenhava perfeiamente esse estilo, além disso, Zubeldía acompanhou o surgimento e a explosão de Errea em seu início de carreira, quando o treinou no  Atlanta.
Naquele ano, Alberto Poletti foi o titular indiscutível do Estudiantes, que estava focado da defesa do título da Copa Libertadores, o que permitiu a Errea jogar após quase um ano sem entrar em campo oficialmente. Em 1969 atuou 8 partidas (em 22) no Campeonato Metropolitano e 5 (em 17) no Campeonato Nacional, ainda atuou na primeira partida do Pincha na  Libertadores de 1969, uma vitória por 3-1 sobre a Universidad Católica em Santiago (jogo de ida das semifinais). Com o Estudiantes Néstor Errea finalmente conquistou o título continental que lhe escapou em 1963 com o Boca Juniors.
Com a suspensão vitalícia imposta a Alberto Poletti pela AFA após a terrível e sangrenta batalha em La Bombonera entre Milan e Estudiantes pela partida de volta da Copa Intercontinental de 1969, Néstor Errea teve a oportunidade de ser o goleiro titular do clube rojiblanco para o ano de 1970, jogou por  13 vezes no Metropolitano deste ano, mas principalmente na Copa Libertadores da América de 1970 teve um excelente desempenho nos 4 jogos da equipe no torneio continental.
Como detentor do título, o Estudiantes ingressou diretamente nas semifinais da Libertadores de 1970, tendo que jogar um confronto doméstico com o River Plate de Oscar Más e Daniel Onega. Com Errea como titular, o clube  Pincharrata venceu por 1-0 no Estádio Monumental de Núñez em 7 de maio de 1970, fazendo o mesmo por 3-1 em La Plata, oito dias depois em 15 de maio de 1970. Na final enfrentou seu ex-clube, o Peñarol, desfalcado de titulares que estavam se preparando com a seleção uruguaia para a Copa de 1970 (os aurinegros não teriam na reta final o defensor Roberto Matosas e Omar Caetano, os meias Roberto Sandoval e Pedro Rocha, os atacantes Julio Cortés e Julio Losada nem mesmo seus dois goleiros, Ladislao Mazurkiewicz e Walter Corbo). Néstor Errea foi imbatível durante os 180 minutos do confronto, não sofrendo nenhum gol na vitória por 1-0 no Estádio Ciudad de La Plata em 21 de maio e no empate por 0-0 no Estádio Centenario em 27 de maio. Em noite memorável de Montevidéu, Errea só foi exigido três vezes no jogo inteiro, destacando-se uma defesa em uma cabeçada de Ermindo Onega ao fim do jogo, o que impediu um terceiro jogo e garantiu o tri da América ao clube rojiblanco de La Plata.
Depois de ter sofrido como protagonista a final perdida da Libertadores de 1963, e de ter vivido do banco de reservas a consagração sulamericana na Libertadores de 1969, Néstor Martín Errea finalmente teve o grande momento de sua carreira, obtendo o título sulamericano como ator principal em 1970. O que ele não conseguiu vencer foi a Copa Intercontinental de 1970, na qual os argentinos foram derrotados pelo Feyenoord de Rotterdam (Holanda). Na partida de ida em La Bombonera, o Pincha desperdiçou uma boa vantagem e empatou em 2 a 2, enquanto na revanche Errea não conseguiu defender um chute rasante de Joop van Daele, os holandeses venceram por 1-0 e conquistaram o torneio intercontinental.

### Banfield
Apesar de ter alcançado a glória com o  Estudiantes de La Plata, Errea mudou de rumo novamente e foi ao Banfield em 1971. O clube era dirigido pelos jovens Oscar López e Oscar Cavallero. O Banfield não teve uma boa campanha e no Metropolitano de 1971 e fez apenas o suficiente para fugir do rebaixamento: terminou em 17º lugar. Flaco Errea jogou 34 dos 36 jogos do clube sulista naquele torneio.
Néstor Errea iniciou o Torneio Nacional 1971 como titular do clube, mas após um empate como visitante contra o Independiente por 2-2 pela 2ª rodada, o goleiro desvinculou-se Banfield. Esta partida em Avellaneda no dia 12 de outubro de 1971, foi a última das 168 partidas oficiais que Errea disputou por equipes argentinas, divididas da seguinte forma: 156 por torneios locais, 9 pela Libertadores, 2 pela Copa Intercontinental e 1 pela “Copa da Suécia".

### Futebol Grego
Aos 33 anos, Néstor Martín Errea mudou-se para a Grécia para defender as cores do AEK Atenas, ele chegou ao  clube da capital grega em julho de 1972. Entre os anos de 1972 e 1975, Flaco jogou 42 partidas pelo AEK ajudando o clube em boas campanhas no Campeonato Grego: o clube de Atenas terminou em 5º lugar nas temporadas 1972/73 e 1973/74, e conquistou o vice-campeonato na campanha de 1974/75, perdendo o título por apenas dois pontos para o Olympiacos. 
Em julho de 1975, foi para o modesto Apollon Atenas (hoje conhecido como Apollon Smyrnis), onde lutou para evitar o rebaixamento nas duas temporadas em que jogou lá, atingindo o objetivo duas vezes e jogando 36 jogos. Em agosto de 1977, Errea acabara de receber a cidadania grega e transferiu-se para um time da segunda divisão grega, o modesto AO Chalkida, no qual jogou quase completamente a temporada 1977/78  e fez 35 jogou com o clube da cidade de Cálcis. Após esta temorada Néstor Martín Errea decidiu encerrar sua carreira futebolística e viver na Grécia. 

## Títulos

### Boca Juniors
- Primera División: 1962, 1964, 1965

### Peñarol
- Campeonato Uruguaio de Futebol: 1967

### Estudiantes
- Copa Libertadores da América: 1969, 1970